# Недобежкин, Владимир Владимирович
Владимир Владимирович Недобежкин (род. 22 апреля 1964) — полковник ВС РФ, заместитель командира 22-й гвардейской отдельной бригады специального назначения Главное управление Генерального штаба Вооруженных Сил Российской Федерации. Герой Российской Федерации (медаль № 279).

## Биография
Родился 22 апреля 1964 года. Русский. Выпускник Калининского суворовского военного училища.
В Вооружённых Силах с 1981 года. Поступил в 1981 году в Бакинское высшее общевойсковое командное училище, которое окончил в 1985 году. Проходил службу на различных должностях от командира взвода курсантов Бакинского высшего общевойскового командного училища до заместителя командира бригады специального назначения в Северо-Кавказском и Закавказском военных округах. С 1989 года систематически выполнял задачи в районах вооруженных конфликтов. С декабря 1994 года — в боевых действиях первой чеченской войны. Только при штурме Грозного его подразделение уничтожило одну установку залпового огня «Град», танк, три миномёта, две гаубицы, до 40 боевиков, из которых 12 — снайперов, добыло ценные разведданные.
В январе 1996 года Владимир Недобежкин, командир отряда специального назначения, возглавлял оперативную группу при проведении операции по освобождению заложников и уничтожению бандформирования Радуева в селе Первомайском Республики Дагестан.
С началом штурма Первомайского во главе подчиненных В. В. Недобежкин скрытно выдвинулся на окраину села и из гранатомётов нанёс удар по передовым позициям боевиков. Это позволило штурмовым группам вскоре их захватить. Подчинённые Владимира Недобежкина уничтожили в бою два расчёта АГС-17, несколько пулемётчиков и снайперов.
В ночь с 17 на 18 января 1996 года группа майора Недобежкина В. В. блокировала северо-западную окраину Первомайского. Около четырёх утра отряд боевиков в количестве 300—350 человек пошёл на прорыв кольца окружения. Умело организовав оборону, В. Недобежкин уверенно руководил боем на всём его протяжении. В результате огневого поражения передовая группа прорывавшихся боевиков была рассеяна и практически уничтожена.Однако, это не помешало боевикам вывести пленных милиционеров из окруженного села.
Силами оперативной группы за период проведения операции в Первомайском нанесён основной урон террористам, многократно превышающий результаты боевой деятельности других частей и подразделений при значительно меньших потерях.
За мужество и героизм, проявленные при выполнении специального задания, Указом Президента Российской Федерации от 15 мая 1996 года подполковнику Владимиру Владимировичу Недобежкину присвоено звание Героя Российской Федерации с вручением медали «Золотая Звезда».
Полковник В. В. Недобежкин продолжал службу в Министерстве обороны РФ. В настоящее время — руководитель ЧОП «Альфа».
Директор автономной некоммерческой организации "Военно-патриотический центр "Кордон Тарханкут", Черноморский район. 
Награждён медалями, в том числе «За отвагу», «За боевые заслуги», «За защиту Республики Крым», именным оружием от Министра обороны РФ.